# Победа (Алтайский край)
Побе́да — село в Целинном районе Алтайского края. Административный центр Степно-Чумышского сельсовета.

## География
Село находится на правом берегу реки Чумыш, на расстоянии 26 км к востоку от села Целинное, административного центра района.

## Население
| 1997 | 1998 | 1999 | 2000 | 2001 | 2002 | 2003 | 2004 | 2005 |
| ---- | ---- | ---- | ---- | ---- | ---- | ---- | ---- | ---- |
| 837  | ↗844 | ↘776 | ↗812 | ↗835 | ↘773 | ↗785 | ↗794 | ↘757 |
| 2006 | 2007 | 2008 | 2009 | 2010 | 2011 | 2012 | 2013 |      |
| ↗786 | ↘780 | ↘765 | ↘715 | ↘658 | ↘655 | ↘649 | ↘646 |      |

### Национальный состав
Согласно результатам переписи 2002 года, в национальной структуре населения русские составляли 94 %.